# Galleta Garibaldi

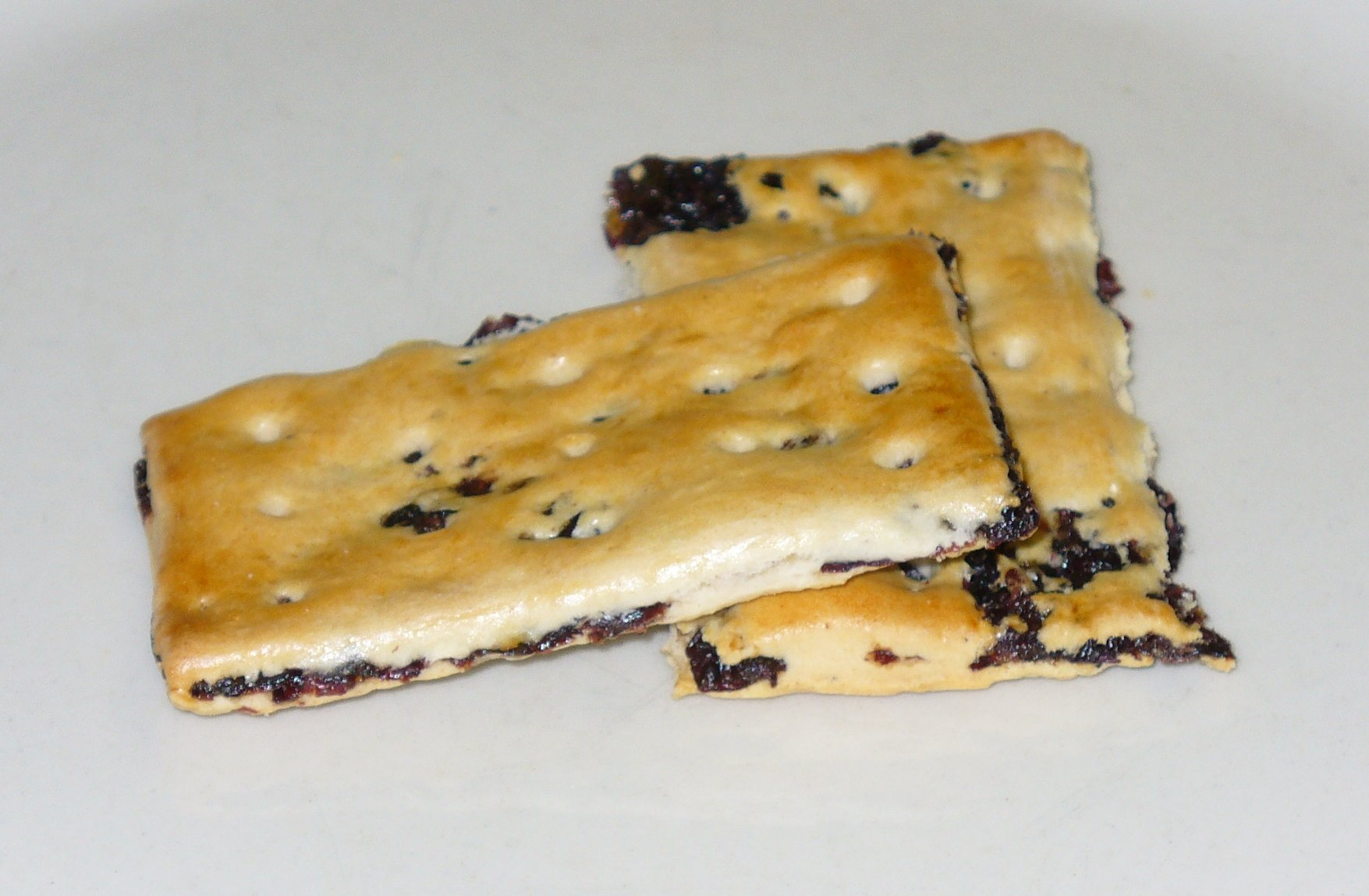
Galletas Garibaldi.

La galleta Garibaldi consiste en un relleno de pasas de Corinto aplastado entre dos galletas finas. Se parece al pastel de Eccles. Es popular en el Reino Unido, donde se ha tomado como aperitivo desde hace unos 150 años, y actualmente puede encontrarse en tiendas y supermercados bajo diversos nombres.
Tienen un exterior dorado y glaseado, siendo moderadamente dulces. Su rasgo característico es el generoso relleno de pasas.

## Historia
La galleta toma su nombre de Giuseppe Garibaldi, el general italiano que luchó para unificar Italia, y que hizo una popular visita a Tynemouth (Inglaterra) in 1854. Fue fabricada primero por la empresa galletera de Bermondsey Peek Freans en 1861 tras contratar a uno de los grandes reposteros de galletas de Escocia, John Carr.